# Petite rivière Madeleine (La Haute-Gaspésie)
Pour les articles homonymes, voir Rivière Madeleine.
La Petite rivière Madeleine est un affluent du littoral sud de l'estuaire du Saint-Laurent. Elle coule entièrement dans la municipalité de Sainte-Madeleine-de-la-Rivière-Madeleine, dans la municipalité régionale de comté (MRC) de La Haute-Gaspésie, dans la région administrative de la Gaspésie-Îles-de-la-Madeleine, au Québec, au Canada.
La route secondaire désignée chemin du Lac-au-Diable dessert dans le sens nord-sud le cours supérieur de cette rivière.

## Géographie
La Petite rivière Madeleine prend sa source au lac Long (longueur : 0,5 km ; altitude : 379 m), dans la municipalité de Sainte-Madeleine-de-la-Rivière-Madeleine. Cette source est située à 4,9 km au sud du littoral sud du golfe du Saint-Laurent, à 4,0 km à l'est de la rivière de Manche d'Épée et à 5,5 km au sud-ouest du "Barachois de Rivière-Madeleine".
Située entre la rivière Madeleine (côté est) et la rivière de Manche d'Épée (côté ouest), la Petite rivière Madelein" coule d'abord vers le nord dans une petite vallée, puis vers l'est (soit en parallèle au littoral sud de l'estuaire maritime du Saint-Laurent), jusqu'à la hauteur du hameau Madeleine-Centre.
À partir du lac de tête, la Petite rivière Madeleine coule sur 9,3 km répartis selon les segments suivants :
- 0,6 km vers l'est, jusqu'à l'embouchure d'un petit lac (longueur : 0,5 km ; altitude : 370 m) que le courant traverse vers le nord sur 0,2 km ;
- 3,7 km vers le nord, jusqu'à la décharge du lac à Cyrille et du lac à Salomon (venant de l'ouest) ;
- 5,0 km vers l'est en suivant le pied des montagnes (situées du côté S), puis vers le nord en traversant le hameau Madeleine-Centre et la route 132, jusqu'à sa confluence[3].

La rivière se déverse sur le littoral Sud de l'estuaire maritime du Saint-Laurent, dans la municipalité de Sainte-Madeleine-de-la-Rivière-Madeleine. Cette confluence est située à l'ouest du village de Sainte-Madeleine-de-la-Rivière-Madeleine et à l'est de la confluence de la rivière de Manche d'Épée.

## Toponymie
Le toponyme Petite rivière Madeleine a été officialisé le 5 décembre 1968 à la Commission de toponymie du Québec.